# شهرک‌های تنگه
شهرک‌های تنگه (انگلیسی: Straits Settlements) سرزمین‌های تحت کنترل امپراتوری بریتانیا واقع در جنوب شرق آسیا بودند. در اصل در ۱۸۲۶ به عنوان بخشی از سرزمین‌های تحت کنترل شرکت هند شرقی انگلیس، شهرک‌های تنگه تحت سلطه قرار گرفتند. پس از پایان جنگ جهانی دوم و اشغال ژاپن، مستعمره بودن این سرزمین‌ها منحل شد.